# Tia sáng xanh
Tia sáng xanh (tiếng Nga: Голубой огонёк) là một chương trình ca nhạc truyền hình được phát sóng vào các ngày lễ và ngày nghỉ cuối tuần, tham gia chương trình là các ca sĩ và khách mời đặc biệt.

## Hình thành và phát triển
Vào tháng 4 năm 1962, trên kênh Gosteleradio bắt đầu phát sóng chương trình với tên gọi Cà phê truyền hình, sau đó đổi thành Tia sáng, và cuối cùng là Tia sáng xanh.